# U.S. Route 76
U.S. Route 76 (ou U.S. Highway 76) é uma autoestrada dos Estados Unidos.
Faz a ligação do Oeste para o Este. A U.S. Route 76 foi construída em 1926 e tem 548 milhas (882 km).

## Principais ligações
Interstate 75 em Dalton

 Interstate 26 em Columbia

 Interstate 95 em Florence